# Håkan Loob Trophy
Die Håkan Loob Trophy ist eine schwedische Eishockeytrophäe, die seit 2006 jährlich an den besten Torjäger der Elitserien bzw. Svenska Hockeyligan verliehen wird. Die Auszeichnung wurde zum 30-jährigen Jubiläum der Liga von der Svenska Hockeyligan und dem Fernsehsender Canal+ gestiftet, benannt ist sie nach Håkan Loob, der mit 42 Toren in der Saison 1982/83 den bisherigen Rekord hält.

## Preisträger
| Saison  | Gewinner                     | Team                  | Tore |
| ------- | ---------------------------- | --------------------- | ---- |
| 2005/06 | Tomi Kallio Andreas Karlsson | Frölunda HC HV71      | 26   |
| 2006/07 | Pavel Brendl                 | Mora IK               | 34   |
| 2007/08 | Mattias Weinhandl            | Linköping HC          | 35   |
| 2008/09 | Per-Åge Skrøder              | MODO Hockey           | 30   |
| 2009/10 | Jan Hlaváč                   | Linköping HC          | 30   |
| 2010/11 | Mikko Lehtonen               | Skellefteå AIK        | 30   |
| 2011/12 | Richard Gynge                | AIK Ishockey          | 28   |
| 2012/13 | Carl Söderberg               | Linköping HC          | 31   |
| 2013/14 | Chad Kolarik                 | Linköping HC          | 30   |
| 2014/15 | Broc Little                  | Linköping HC          | 28   |
| 2015/16 | Nick Johnson                 | Brynäs IF             | 22   |
| 2016/17 | Kevin Clark                  | Brynäs IF             | 23   |
| 2017/18 | Victor Olofsson              | Frölunda HC           | 27   |
| 2018/19 | Emil Bemström                | Djurgårdens IF        | 23   |
| 2019/20 | Broc Little                  | Linköping HC          | 24   |
| 2020/21 | Simon Ryfors Daniel Viksten  | Rögle BK Färjestad BK | 25   |
| 2021/22 | Max Véronneau                | Leksands IF           | 34   |
| 2022/23 | Antti Suomela                | IK Oskarshamn         | 37   |
| 2023/24 | David Tomášek                | Färjestad BK          | 25   |
| 2024/25 | Oskar Steen                  | Färjestad BK          | 30   |

## Beste Torjäger vor Einführung der Håkan Loob Trophy
| Saison  | Gewinner                      | Team                     | Tore |
| ------- | ----------------------------- | ------------------------ | ---- |
| 1980/81 | Erkki Laine                   | Leksands IF              | 30   |
| 1981/82 | Ivan Hansen                   | Leksands IF              | 28   |
| 1982/83 | Håkan Loob                    | Färjestad BK             | 42   |
| 1983/84 | Kenneth Andersson             | Brynäs IF                | 25   |
| 1984/85 | Erkki Laine                   | Färjestad BK             | 28   |
| 1985/86 | Tore Ökvist                   | IF Björklöven            | 30   |
| 1986/87 | Lars-Gunnar Pettersson        | IF Björklöven            | 28   |
| 1987/88 | Eddy Ericsson                 | VIK Hockey               | 30   |
| 1988/89 | Lars-Gunnar Pettersson        | Luleå HF                 | 29   |
| 1989/90 | Robert Burakovsky             | AIK Ishockey             | 28   |
| 1990/91 | Håkan Loob                    | Färjestad BK             | 33   |
| 1991/92 | Håkan Loob                    | Färjestad BK             | 37   |
| 1992/93 | Håkan Loob                    | Färjestad BK             | 25   |
| 1993/94 | Tomáš Sršeň                   | Rögle BK                 | 28   |
| 1994/95 | Tomas Forslund                | Leksands IF              | 24   |
| 1995/96 | Jonas Höglund                 | Färjestad BK             | 32   |
| 1996/97 | Jewgeni Dawydow               | Brynäs IF                | 30   |
| 1997/98 | Patric Kjellberg              | Djurgårdens IF           | 30   |
| 1998/99 | Tom Bissett                   | Brynäs IF                | 40   |
| 1999/00 | Jan Larsson                   | Brynäs IF                | 26   |
| 2000/01 | Kristian Huselius             | Frölunda HC              | 32   |
| 2001/02 | Peter Högardh Jörgen Jönsson  | MODO Hockey Färjestad BK | 22   |
| 2002/03 | Magnus Wernblom               | MODO Hockey              | 26   |
| 2003/04 | Magnus Kahnberg               | Frölunda HC              | 33   |
| 2004/05 | Mike Knuble Mattias Weinhandl | Linköping HC MODO Hockey | 26   |